# Calvin Henry Kauffman
Calvin Henry Kauffman (né le 1er mars 1869 et mort le 14 juin 1931) est un botaniste et mycologiste américain. Fellow de l'Association américaine pour l'avancement des sciences, il travaille pour l'Université du Michigan de 1904 à sa mort. Il est connu pour son étude de la famille des Agaricaceae,.